# BigDipper

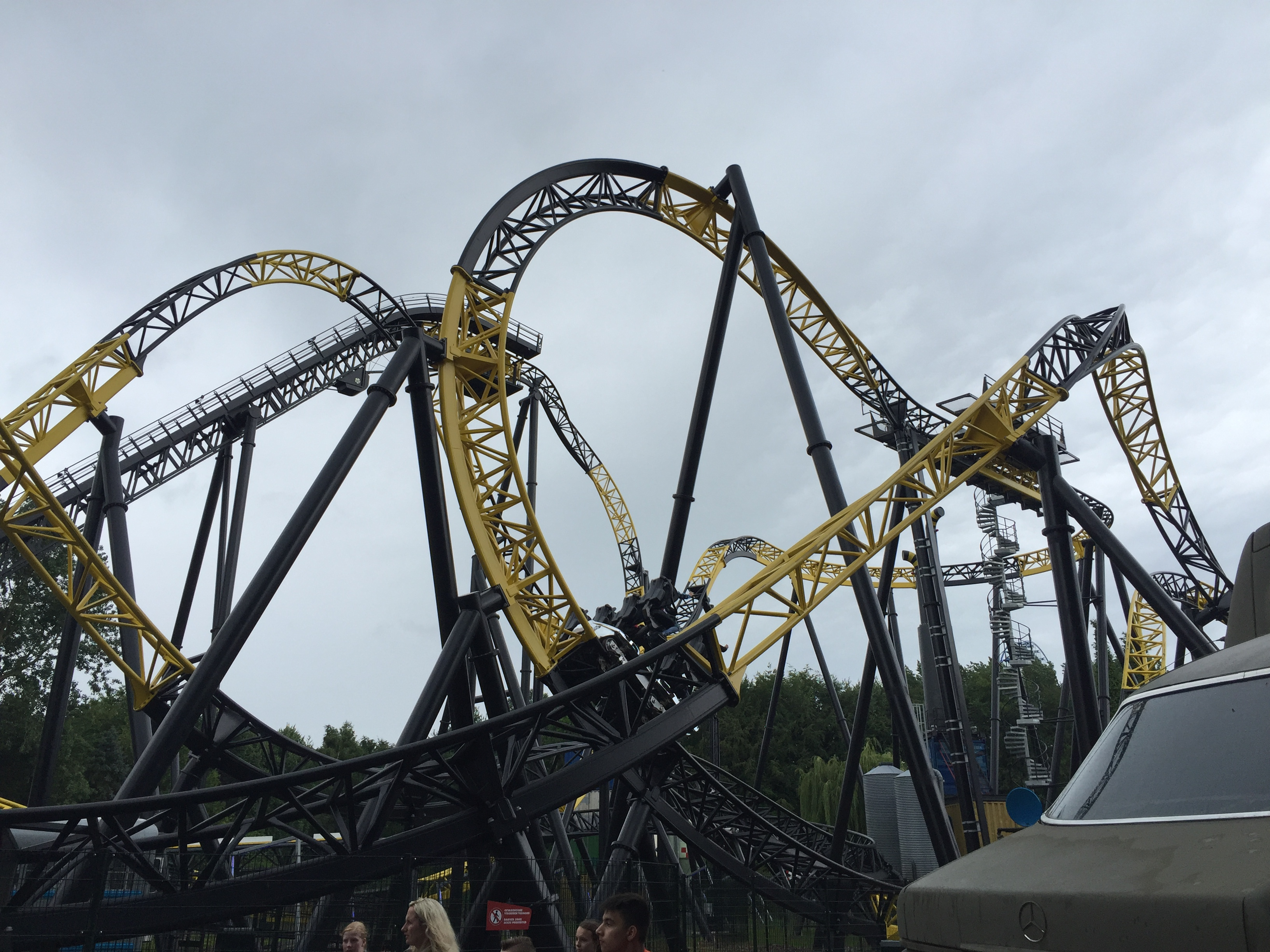
Der Prototyp dieses Achterbahntyps

Der BigDipper ist ein Achterbahntyp des Herstellers Mack Rides aus Waldkirch. Als erste Anlage dieses Typs wurde im Walibi Holland im März 2016 Lost Gravity eröffnet.

## Fahrsystem
Die Züge fahren auf Stahlschienen. Die kurzen Züge erlauben dabei sehr enge Kurvenradien zu durchfahren. Daher ermöglichen BigDipper-Bahnen ein besonders kompaktes Streckenlayout, d. h. viele Elemente auf geringer Fläche. Der Antrieb der Achterbahnen erfolgt durch einen Kettenlift, wobei die Wagen nach dem Lift den Rest der Strecke alleine durch die Gravitation zurücklegen.

## Züge
Die Züge bestehen aus einzelnen Wagen mit jeweils zwei Reihen. In jeder Reihe sind vier Sitze nebeneinander, wobei die zwei inneren Sitze über der Schiene und die äußeren beiden neben der Schiene platziert sind. Die äußeren Sitze sind zudem leicht nach oben versetzt. Dadurch finden 8 Personen in einem Zug Platz.

## Stryker Coaster
Beim Stryker Coaster handelt es sich um eine Weiterentwicklung des BigDipper, die zunächst unter den Bezeichnungen BigDipper 2.0 und Bigger Dipper bekannt wurde. Bei dieser Version sind die Züge vierreihig und haben somit die doppelte Kapazität. Außerdem erfolgt der Antrieb nicht mittels eines klassischen Kettenlifts, sondern mittels eines Katapultstarts mit mehrfachen Beschleunigungsstrecken. Dabei kommt ein Linearmotor zum Einsatz, wie bereits bei den Bahnen des Typs Blue Fire desselben Herstellers. Die erste Installation eines Stryker Coasters ist der Voltron Nevera im Europa-Park.

## Auslieferungen
| Name             | Park                    | Land        | Variante        | Eröffnung             |
| ---------------- | ----------------------- | ----------- | --------------- | --------------------- |
| Lost Gravity     | Walibi Holland          | Niederlande | BigDipper       | 24. März 2016         |
| Dynamite         | Freizeitpark Plohn      | Deutschland | BigDipper       | 18. Mai 2019          |
| unbekannter Name | Sun World Bà Nà Hills   | Vietnam     | BigDipper       | 2024 (zurzeit im Bau) |
| Wiener Looping   | Wiener Prater           | Österreich  | BigDipper       | 2025                  |
| Voltron Nevera   | Europa Park             | Deutschland | Stryker Coaster | 26. April 2024        |
| Helios           | Fantasiana Erlebnispark | Österreich  | BigDipper       | 12. April 2025        |